# Hidayatul Islam (Menkelbergstraat)
De Hidayatul Islam (Vooruitgang) is een islamitisch genootschap dat in 1984 werd opgericht in Suriname. De organisatie heeft een moskee aan de Menkelbergstraat, aan de rand van Paramaribo in Wanica.
Hidayatul Islam staat los van de organisatie Hidayatul Islam die in 1932 werd opgericht en in de jaren 1950 van naam werd veranderd in Surinaamse Moeslim Associatie (SMA). Vanwege het adres wordt deze moskee in de volksmond ook wel de Menkelbergstraat genoemd.
De organisatie heeft een moskee en begin jaren 2010 een madrassa in aanbouw, die bij voltooiing ook voor vrouwen bestemd is. Bij Hidayatul Islam gaan mannen en vrouwen niet samen in gebed in de moskee. Voor vrouwen heeft de moskee de vrouwenafdeling Bibi Fatma. In deze periode zijn rond de 450 leden bij het genootschap aangesloten en is er een hafiz (korangeleerde) uit India overgekomen om kinderen op te leiden. De organisatie werkt ook samen met andere moskeeën, zoals met het houden van een toespraak van de imam van het genootschap tijdens de viering van de geboortedag de profeet Mohammed.